# 主要食糧の需給及び価格の安定に関する法律
主要食糧の需給及び価格の安定に関する法律（しゅようしょくりょうのじゅきゅうおよびかかくのあんていにかんするほうりつ、平成6年12月14日法律第113号）は、米穀の適正円滑な流通・主要食糧の買入れ等の措置に関する日本の法律である。通称は食糧法。

## 主務官庁
- 農林水産省農産局穀物課[1]
- 農林水産省消費・安全局消費者行政・食育課米穀流通・食品表示監視室[2] - 用途限定・食糧不適米穀の取扱いに関する実務を担当

## 概要
目的は、米穀の適正円滑な流通確保・主要食糧の買入れ等の措置を総合的に講じ、主要食糧の需給・価格の安定を図り、国民生活と国民経済の安定に資することにある（第1条）。
食糧管理法の後継法であり、1995年（平成7年）11月1日（輸入管理の関係のみ、WTO設立協定の農業関係の規定が日本国について発効した同年4月1日）に施行された。

## 構成
- 第1章 総則（第1条 - 第3条）
- 第2章 米穀の需給及び価格の安定を図るための措置
  - 第1節 基本指針（第4条）
  - 第2節 適正かつ円滑な流通の確保に関する措置
    - 第1款 生産調整方針（第5条 - 第7条）
    - 第2款 米穀安定供給確保支援機構（第8条 - 第17条）
    - 第3款 米穀価格形成センター（第18条 - 第28条）

  - 第3節 政府の買入れ及び売渡し（第29条 - 第33条）
  - 第4節 政府以外の者の行う輸入及び輸出（第34条 - 第36条）
  - 第5節 緊急時の措置（第37条 - 第40条）
- 第3章 麦その他主要食糧の需給及び価格の安定を図るための措置（第41条 - 第46条）
- 第4章 雑則（第47条 - 第54条）
- 第5章 罰則（第55条 - 第62条）
- 附則